# 아르튀르 테아트
아르튀르 니콜라 테아트(프랑스어: Arthur Nicolas Theate, 2000년 5월 25일 ~ )는 벨기에의 축구 선수이다. 포지션은 수비수이다. 현재 분데스리가 아인트라흐트 프랑크푸르트의 선수이다.